# Gevelsberger Stadtwald
Gevelsberger Stadtwald este o arie protejată (arie specială de conservare — SAC, sit de importanță comunitară — SCI) din Germania întinsă pe o suprafață de 540,56 ha, integral pe uscat.

## Localizare
Centrul sitului Gevelsberger Stadtwald este situat la coordonatele 51°19′23″N 7°22′42″E / 51.3231°N 7.3783°E.

## Înființare
Situl Gevelsberger Stadtwald a fost declarat sit de importanță comunitară în martie 2001 pentru a proteja un număr necunoscut de specii din flora spontană și fauna sălbatică aflate în arealul zonei. Situl a fost protejat și ca arie specială de conservare în aprilie 2005.

## Biodiversitate
Situată în ecoregiunea continentală, aria protejată conține 2 habitate naturale: Păduri de fag Luzulo-Fagetum, Păduri aluvionare cu Alnus glutinosa și Fraxinus excelsior (Alno-Padion, Alnion incanae, Salicion albae).
La baza desemnării sitului se află un număr nedeclarat de specii protejate.